# Eupithecia marpessa
Eupithecia marpessa là một loài bướm đêm trong họ Geometridae.